# Коптска католичка црква
Коптска католичка црква (арапски: الكنيسة القبطية الكاثوليكية; латински:Ecclesia Catholica Coptorum) је источнокатоличка помесна црква у пуној заједници са Католичком црквом. Коптска католичка црква користи александријски обред. Јединствено међу источнокатоличким црквама, у својој литургији користи коптски језик (изведен из древног египатског, па отуда и назив), док Етиопска католичка црква и Еритрејска католичка црква користе александријски обред у језику ге'ез (гиз). 
Тренутни коптски католички патријарх Александрије је Ибрахим Исак Сидрак, који је заменио Антониоса Нагиба 2013. Канцеларије патријаршије налазе се у Каиру. Патријархална катедрала Госпе од Египта налази се у граду Наср, предграђу Каира.

## Историја

### Почеци
У 17. веку мисионари, пре свега фрањевци, почињу да долазе код Копта. Каирска мисија капуцинерског реда је основана 1630. године. Језуити су дошли 1675. 1713. године, коптски патријарх Александрије поново се потчинио Риму, али, као и 1442. године, унија није била дуготрајна.
Коптски епископ Анба Атанасије из Јерусалима је 1741. године постао католик. Папа Бенедикт XIV га је 1781. именовао за апостолског викара за мање од 2.000 египатских коптских католика. На крају се Атанасије вратио у Коптску православну цркву, а други су именовани за апостолског католичког викара.

### Патријархат
Под претпоставком да је османски поткраљ желео католичког патријарха за коптске католике 1824. године, папа је основао Александријску патријаршију од Апостолског викаријата Сирије, Египта, Арабије и Кипра, али је ова патријаршија у основи била титуларна. Османлије су 1829. године дозволили коптицима католицима да граде своје цркве.
Број католика овог обреда повећао се до те мере да је Лав XIII 1895. године обновио католички патријархат. У почетку је именовао епископа Кирила Макариоса за патријаршијског викара. Макариос је тада председавао синодом, што је довело до увођења неких латинских пракси. Лео је 1899. именовао Макариоса за коптског патријарха Александрије, а овај је узео име Кирил II. Оставку је поднео 1908. године на захтев папе због контроверзе. Место патријарха је остало упражњено до избора 1947. године, а њиме је управљао апостолски администратор.

## Јерархија
Коптска католичка црква sui juris састоји се од једне црквене провинције која покрива само Египат. Патријарх је једини митрополитански архиепископ који задржава древну титулу Александријог патријарха, али његово стварно седиште је у модерној египатској престоници Каиру. 
Коптска католичка црква има осам епископа суфрагана, широм Египта: Абу Куркас, Александрија (изворно патријархово матично седиште), Асјут, Гиза, Исмаилија, Луксор, Минја и Сохаг.

## Религиозни редови
Коптска католичка црква нема коптске манастире. Уместо тога, црква има верске заједнице, као што су три женске заједнице: Сестре Пресветог Срца, Коптске сестре Исуса и Марије (обе са седиштем у Египту) и египатска провинција Малих сестара Исусових. Постоји и заједница мушких фрањеваца и језуита.

## Образовне и здравствене службе
Већина кандидата за свештенство обучена је у патријарашкој богословији Св. Леа, у предграђу Каира. Више од 100 коптских католичких парохија управља основним школама, а неке имају и средње школе. Црква одржава болницу, бројне медицинске амбуланте и клинике и неколико сиротишта.

## Екуменизам
Односи између Коптске католичке цркве и веће Коптске православне цркве су генерално врло добри.